# Anna-Lena Grönefeld
Anna-Lena Groenefeld (Nordhorn; 4 de junio de 1985) es una jugadora de tenis profesional alemana retirada. 
Ha ganado varios títulos del circuito profesional WTA tanto en individuales como en dobles, llegando a ser la número 7 del mundo. En individuales ha sido la número 14.

## Torneos de Grand Slam

### Dobles mixto

#### Campeona (2)
| Año  | Torneo        | Pareja            | Oponentes en la final       | Resultado      |
| 2009 | Wimbledon     | Mark Knowles      | Cara Black Leander Paes     | 7-5, 6-3       |
| 2014 | Roland Garros | Jean-Julien Rojer | Julia Görges Nenad Zimonjić | 4-6, 6-2, 10-7 |

#### Finalista (2)
| Año  | Torneo        | Pareja       | Oponentes en la final            | Resultado        |
| 2016 | Wimbledon     | Robert Farah | Heather Watson Henri Kontinen    | 6-7(5), 4-6      |
| 2017 | Roland Garros | Robert Farah | Gabriela Dabrowski Rohan Bopanna | 6-2, 2-6 [10-12] |

## Torneos WTA (19; 1+18)

### Individual (1)
| Leyenda: Antes de 2009     | Leyenda: A partir de 2009 |
| -------------------------- | ------------------------- |
| Grand Slam (0)             |                           |
| WTA Tour Championships (0) |                           |
| Tier I (0)                 | Premier Mandatory (0)     |
| Tier II (0)                | Premier 5 (0)             |
| Tier III (1)               | Premier (0)               |
| Tier IV & V (0)            | International (0)         |

| N.º | Fecha               | Torneo   | Superficie    | Oponente en la final | Resultado     |
| --- | ------------------- | -------- | ------------- | -------------------- | ------------- |
| 1.  | 10 de marzo de 2006 | Acapulco | Tierra batida | Flavia Pennetta      | 6-1, 4-6, 6-2 |

#### Finalista (3)
| N.º | Fecha                   | Torneo       | Superficie | Oponentes         | Resultado     |
| --- | ----------------------- | ------------ | ---------- | ----------------- | ------------- |
| 1.  | 31 de enero de 2005     | Pattaya City | Dura       | Conchita Martínez | 3-6, 6-3, 3-6 |
| 2.  | 5 de septiembre de 2005 | Pekín        | Dura       | María Kirilenko   | 3-6, 4-6      |
| 3.  | 2 de octubre de 2005    | Luxemburgo   | Dura (i)   | Kim Clijsters     | 2-6, 4-6      |

### Dobles (18)
| Leyenda: Antes de 2009     | Leyenda: A partir de 2009 |
| -------------------------- | ------------------------- |
| Grand Slam (1)             |                           |
| WTA Tour Championships (0) |                           |
| Tier I (1)                 | Premier Mandatory (0)     |
| Tier II (3)                | Premier 5 (0)             |
| Tier III (3)               | Premier (4)               |
| Tier IV & V (1)            | International (5)         |

| N.º | Fecha                    | Torneo       | Superficie        | Pareja              | Oponentes en la final                   | Resultado           |
| --- | ------------------------ | ------------ | ----------------- | ------------------- | --------------------------------------- | ------------------- |
| 1.  | 20 de enero de 2005      | Pattaya City | Dura              | Marion Bartoli      | Marta Domachowska Silvija Talaja        | 6-3, 6-2            |
| 2.  | 27 de agosto de 2005     | Toronto      | Dura              | Martina Navratilova | Conchita Martínez Virginia Ruano        | 5-7, 6-3, 6-4       |
| 3.  | 24 de septiembre de 2005 | Bali         | Dura              | Meghann Shaughnessy | Yan Zi Jie Zheng                        | 6-3, 6-3            |
| 4.  | 10 de marzo de 2006      | Acapulco     | Tierra batida     | Meghann Shaughnessy | Shinobu Asagoe Emilie Loit              | 6-1, 6-3            |
| 5.  | 5 de agosto de 2006      | Stanford     | Dura              | Shahar Peer         | Maria Emilia Camerin Gisela Dulko       | 6-1, 6-4            |
| 6.  | 18 de enero de 2007      | Sídney       | Dura              | Meghann Shaughnessy | Marion Bartoli Meilen Tu                | 6-3, 3-6, 7-6(2)    |
| 7.  | 5 de octubre de 2008     | Stuttgart    | Dura (i)          | Patty Schnyder      | Květa Peschke Rennae Stubbs             | 6-2, 6-4            |
| 8.  | 2 de noviembre de 2008   | Quebec City  | Dura              | Vania King          | Jill Craybas Tamarine Tanasugarn        | 7-6(3), 6-4         |
| 9.  | 4 de julio de 2009       | Wimbledon    | Hierba            | Mark Knowles        | Leander Paes Cara Black                 | 7-5, 6-3            |
| 10. | 10 de enero de 2009      | Brisbane     | Dura              | Vania King          | Klaudia Jans Alicja Rosolska            | 3-6, 7-5, [10-5]    |
| 11. | 18 de octubre de 2009    | Linz         | Dura (i)          | Katarina Srebotnik  | Klaudia Jans Alicja Rosolska            | 6-1, 6-4            |
| 12. | 2 de agosto de 2010      | Copenhague   | Dura (i)          | Julia Görges        | Vitalia Diatchenko Tatiana Poutchek     | 6-4, 6-4            |
| 13. | 14 de octubre de 2012    | Linz         | Dura (i)          | Květa Peschke       | Julia Görges Barbora Záhlavová-Strýcová | 6-3, 6-4            |
| 14. | 25 de mayo de 2013       | Bruselas     | Tierra batida     | Květa Peschke       | Gabriela Dabrowski Shahar Peer          | 6-0, 6-3            |
| 15. | 2 de febrero de 2014     | París        | Dura (i)          | Květa Peschke       | Tímea Babos Kristina Mladenovic         | 6-7(7), 6-4, [10-5] |
| 16. | 5 de mayo de 2017        | Praga        | Tierra batida     | Květa Peschke       | Lucie Hradecká Kateřina Siniaková       | 6-4, 7-6(3)         |
| 17. | 29 de abril de 2018      | Stuttgart    | Tierra batida (i) | Raquel Atawo        | Nicole Melichar Květa Peschke           | 6-4, 6-7(5), [10-5] |
| 18. | 7 de abril de 2019       | Charleston   | Tierra batida     | Alicja Rosolska     | Irina Khromacheva Veronika Kudermétova  | 7-6(7), 6-2         |

#### Finalista (23)
- 2004: Estocolmo (junto con Emmanuelle Gagliardi pierden ante Alicia Molik y Barbara Schett).
- 2004: Vancouver (junto con Els Callens pierden ante Bethanie Mattek y Abigail Spears).
- 2004: Cincinnati (junto con Emmanuelle Gagliardi pierden ante Jill Craybas y Marlene Weingartner).
- 2004: Filderstadt (junto con Julia Schruff pierden ante Cara Black y Rennae Stubbs).
- 2006: San Diego (junto con Meghann Shaughnessy pierden ante Cara Black y Rennae Stubbs).
- 2006: Montreal (junto con Cara Black pierden ante Martina Navratilova y Nadia Petrova).
- 2006: Luxemburgo (junto con Liezel Huber pierden ante Květa Peschke y Francesca Schiavone).
- 2008: Zúrich (junto con Patty Schnyder pierden ante Cara Black y Liezel Huber).
- 2010: Monterrey (junto con Vania King pierden ante Iveta Benešová y Barbora Záhlavová-Strýcová).
- 2012: Stuttgart (junto con Julia Görges pierden ante Iveta Benešová y Barbora Záhlavová-Strýcová).
- 2012: Tokio (junto con Květa Peschke pierden ante Raquel Kops-Jones y Abigail Spears).
- 2013: Brisbane (junto con Květa Peschke pierden ante Bethanie Mattek-Sands y Sania Mirza).
- 2013: Núremberg (junto con Květa Peschke pierden ante Ioana Raluca Olaru y Valeria Solovyeva).
- 2013: Toronto (junto con Květa Peschke pierden ante Jelena Janković y Katarina Srebotnik).
- 2013: Cincinnati (junto con Květa Peschke pierden ante Su-Wei Hsieh y Shuai Peng).
- 2014: Doha (junto con Květa Peschke pierden ante Su-Wei Hsieh y Shuai Peng).
- 2017: Toronto (junto con Květa Peschke pierden ante Yekaterina Makarova y Yelena Vesnina).
- 2018: Linz (junto con Raquel Atawo pierden ante Kirsten Flipkens y Johanna Larsson).
- 2019: Doha (junto con Demi Schuurs pierden ante Hao-Ching Chan y Yung-Jan Chan).
- 2019: Roma (junto con Demi Schuurs pierden ante Victoria Azarenka y Ashleigh Barty).
- 2019: Birmingham (junto con Demi Schuurs pierden ante Su-Wei Hsieh y Barbora Strýcová).
- 2019: Toronto (junto con Demi Schuurs pierden ante Barbora Krejčíková y Kateřina Siniaková).
- 2019: Cincinnati (junto con Demi Schuurs pierden ante Lucie Hradecká y Andreja Klepač).

## Actuación en TorneosGrand Slam

### Individual
| Torneo                 | 2004 | 2005 | 2006 | 2007 | 2008 | 2009 | 2010 | G-P | Títulos |
| ---------------------- | ---- | ---- | ---- | ---- | ---- | ---- | ---- | --- | ------- |
| Abierto de Australia   | -    | 3R   | 2R   | 2R   | -    | 1R   | 1R   | 4-5 | 0       |
| Roland Garros          | 2R   | 3R   | CF   | 1R   | -    | -    | -    | 8-5 | 0       |
| Wimbledon              | 1R   | 1R   | 1R   | 1R   | -    | 1R   | 1R   | 0-6 | 0       |
| Abierto de EE. UU.     | 1R   | 3R   | 1R   | -    | 4R   | 1R   | -    | 5-5 | 0       |
| WTA Tour Championships | -    | -    | -    | -    | -    | -    | -    | 0-0 | 0       |

### Dobles
| Torneo                 | 2004 | 2005 | 2006 | 2007 | 2008 | 2009 | 2010 | 2011 | 2012 | 2013 | 2014 | 2015 | 2016 | 2017 | G-P   | Títulos |
| ---------------------- | ---- | ---- | ---- | ---- | ---- | ---- | ---- | ---- | ---- | ---- | ---- | ---- | ---- | ---- | ----- | ------- |
| Abierto de Australia   | -    | 3R   | SF   | CF   | -    | CF   | 2R   | 3R   | 1R   | 2R   | 2R   | SF   | CF   | 3R   | 25-12 | 0       |
| Roland Garros          | -    | 3R   | 2R   | 1R   | -    | CF   | -    | 2R   | 2R   | 2R   | 1R   | 2R   | 1R   | 1R   | 10-11 | 0       |
| Wimbledon              | -    | SF   | CF   | 2R   | -    | CF   | -    | 2R   | 3R   | SF   | CF   | 3R   | CF   | SF   | 30-11 | 0       |
| Abierto de EE. UU.     | 2R   | SF   | 2R   | -    | 3R   | 3R   | 3R   | 2R   | 1R   | 3R   | 1R   | SF   | 1R   | 1R   | 19-13 | 0       |
| WTA Tour Championships | -    | -    | -    | -    | -    | -    | -    | -    | -    | -    | -    | -    | -    | CF   | 0-1   | 0       |

## Torneos WTA 125s (1; 0+1)

### Dobles (1)
| N.º | Fecha               | Torneos     | Superficie | Pareja          | Oponentes                                | Resultado |
| --- | ------------------- | ----------- | ---------- | --------------- | ---------------------------------------- | --------- |
| 1.  | 18 de marzo de 2016 | San Antonio | Dura       | Nicole Melichar | Klaudia Jans-Ignacik Anastasia Rodionova | 6-1, 6-3  |